# Эш, Артур
Артур Роберт Эш-младший (англ. Arthur Robert Ashe, Jr.; 10 июля 1943, Ричмонд, США — 6 февраля 1993, Нью-Йорк, США) — американский теннисист.

## Биография
Артур Роберт Эш родился и вырос в городе Ричмонд в штате Виргиния. Он стал первым теннисистом негритянского происхождения, добившимся заметных успехов, выиграв в карьере 3 турнира Большого шлема. Карьера длилась с 1966 по 1980 гг. В 1969 году был признан лучшим спортсменом США. В 1979 году вынужден был завершить карьеру из-за сильнейшего сердечного приступа.
Кроме тенниса, он был политическим активистом, боровшимся за права чернокожего населения в ЮАР. Устраивая акции протеста, несколько раз оказывался за решёткой.
В 1983 году при переливании крови во время операции на сердце ему в организм был занесен вирус СПИДа. Однако узнал об этом только во время другой операции, которую ему провели в 1988 году на мозге. Оставшуюся часть жизни посвятил борьбе со СПИДом, создал Фонд по профилактике ВИЧ.
Скончался в субботу 6 февраля 1993 года в Нью-Йорке от пневмонии, с которой не смог справиться организм, ослабленный СПИДом. Похоронен в Ричмонде.
В честь Артура Эша назван теннисный стадион, являющийся центральным кортом Открытого чемпионата США. Это самый вместительный теннисный стадион в мире (22547 зрителей).
Семья Эша — жена Джинни и приемная дочь Камера.

## Достижения
- Открытый чемпионат США по теннису (1968) — одиночный разряд,
- Открытый чемпионат Австралии по теннису (1970) — одиночный разряд,
- Ролан Гаррос (1971) — мужская пара,
- Уимблдон (1975) — одиночный разряд,
- Открытый чемпионат Австралии по теннису (1977) — мужская пара.

Всего выиграл 33 турнира и Кубок Дэвиса.

## Финалы турниров Большого Шлема в одиночном разряде (7)

### Победы (3)
| №  | Год  | Турнир          | Покрытие | Соперник в финале | Счет                  |
| 1. | 1968 | US Open         | Трава    | Том Оккер         | 14-12 5-7 6-3 3-6 6-3 |
| 2. | 1970 | Australian Open | Трава    | Дик Крили         | 6-4 9-7 6-2           |
| 3. | 1975 | Уимблдон        | Трава    | Джимми Коннорс    | 6-1 6-1 5-7 6-4       |

### Поражения (4)
| №  | Год  | Турнир                  | Покрытие | Соперник в финале | Счет                   |
| 1. | 1966 | Australian Championship | Трава    | Рой Эмерсон       | 4-6 8-6 2-6 3-6        |
| 2. | 1967 | Australian Championship | Трава    | Рой Эмерсон       | 4-6 1-6 4-6            |
| 3. | 1971 | Australian Open         | Трава    | Кен Розуолл       | 1-6 5-7 3-6            |
| 4. | 1972 | US Open                 | Трава    | Илие Настасе      | 6-3 3-6 7-6(1) 4-6 3-6 |

## Интересные факты
За победу на турнире Большого Шлема в 1968 году Артур Эш получил всего 280$.